# Ulica Kardynała Stefana Wyszyńskiego w Tarnowskich Górach
Ulica Kardynała Stefana Wyszyńskiego w Tarnowskich Górach – jedna z głównych ulic Tarnowskich Gór. Łączy centrum miasta z dzielnicą Stare Tarnowice i stanowi jeden z odcinków drogi powiatowej klasy G nr 3275S powiatu tarnogórskiego.

## Przebieg
Ulica rozpoczyna się w centrum miasta na oddanym do użytku w 2010 roku rondzie NSZZ „Solidarność”. Następnie przez około 1100 metrów biegnie wzdłuż Parku Miejskiego (po północnej jego stronie), po czym przecina obwodnicę miasta, która jest częścią drogi krajowej nr 11 i stanowi granicę między dzielnicami Śródmieście-Centrum i Stare Tarnowice. Dalej ul. Wyszyńskiego przebiega przez obszar dawnej Kolonii Wolności oraz mija Osiedle „Przyjaźń”. Swój bieg kończy na skrzyżowaniu z ulicą Mieczysława Niedziałkowskiego przy nowym kościele św. Marcina.

## Nazwa

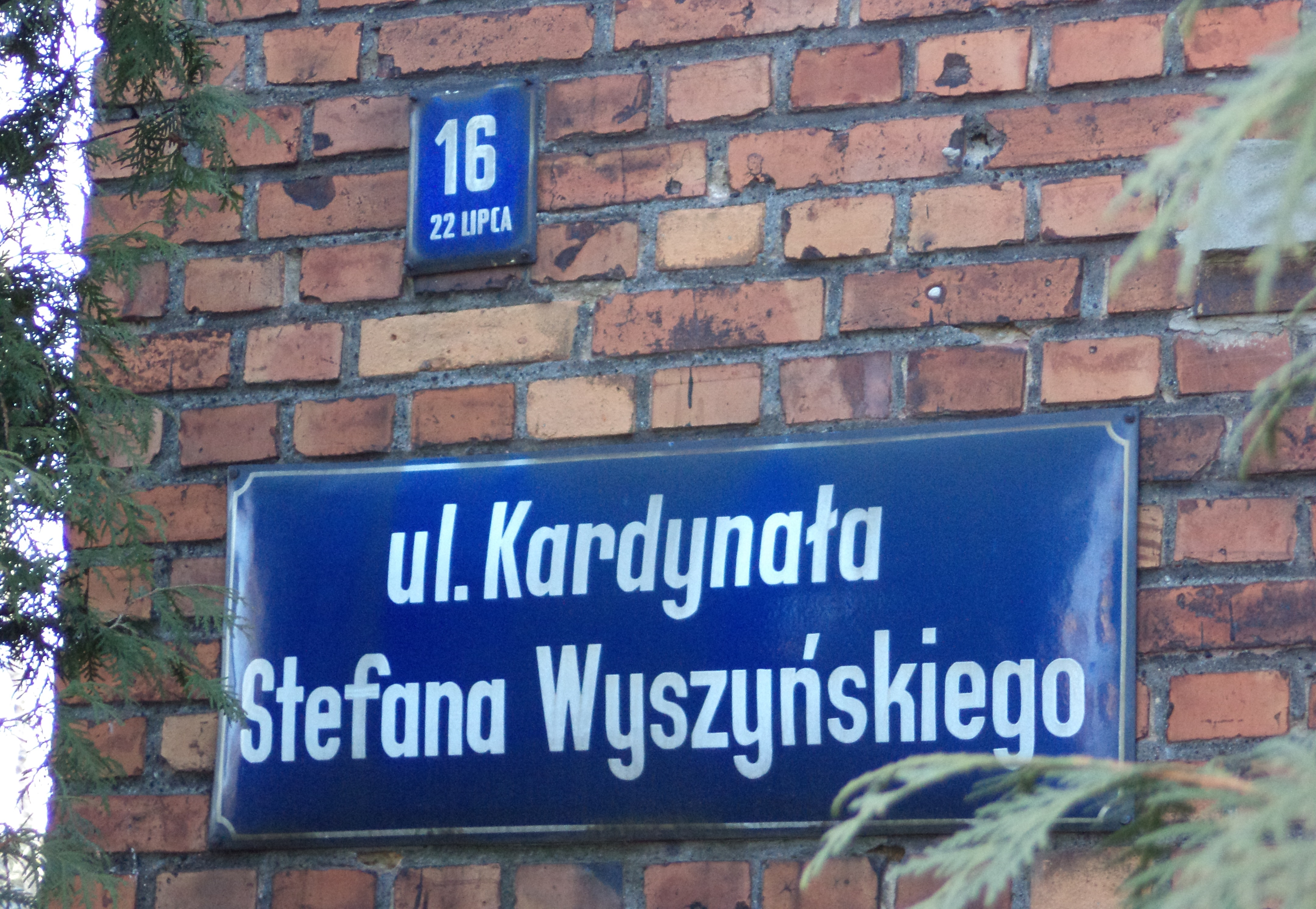
Tabliczki z obecną oraz poprzednią nazwą ulicy (2019)

Trakt wiodący od Tarnowskich Gór do wsi Stare Tarnowice od początku istnienia miasta nazywany był „drogą starotarnowicką” lub „szosą starotarnowicką”. Oficjalną nazwę Alttarnowitzer Chaussee (względnie Alt-Tarnowitzer-Chaussee) zyskała w drugiej połowie XIX wieku, kiedy to wszystkie ulice w mieście zostały urzędowo nazwane.
25 maja 1925 roku – trzy lata po przyłączeniu Tarnowskich Gór do II Rzeczypospolitej – w ramach akcji zmieniania niemieckich nazw ulic i placów na polskie, ulicy nadano nazwę ulica Starotarnowicka. Obowiązywała ona do 1936 roku, kiedy to dla uczczenia postaci Michała Grażyńskiego – działacza niepodległościowego i społecznego oraz długoletniego wojewody śląskiego, politycznie związanego z sanacją – przemianowano ją na ulica Michała Grażyńskiego.
W latach II wojny światowej ulicy nadano nazwę Peiskretschamerstraße nawiązującą do miasta Pyskowice, w kierunku którego również prowadziła. Po wojnie na krótko przywrócono nazwę z lat 1925–1936, jednak wkrótce dla upamiętnienia ogłoszonego w 1944 roku Manifestu PKWN nazwę zmieniono na ulica 22 Lipca. W 1990 roku w ramach dekomunizacji nazw ulic w mieście, Rada Miejska nadała ulicy nazwę ulica Kardynała Stefana Wyszyńskiego, która obowiązuje do dziś.

## Historia

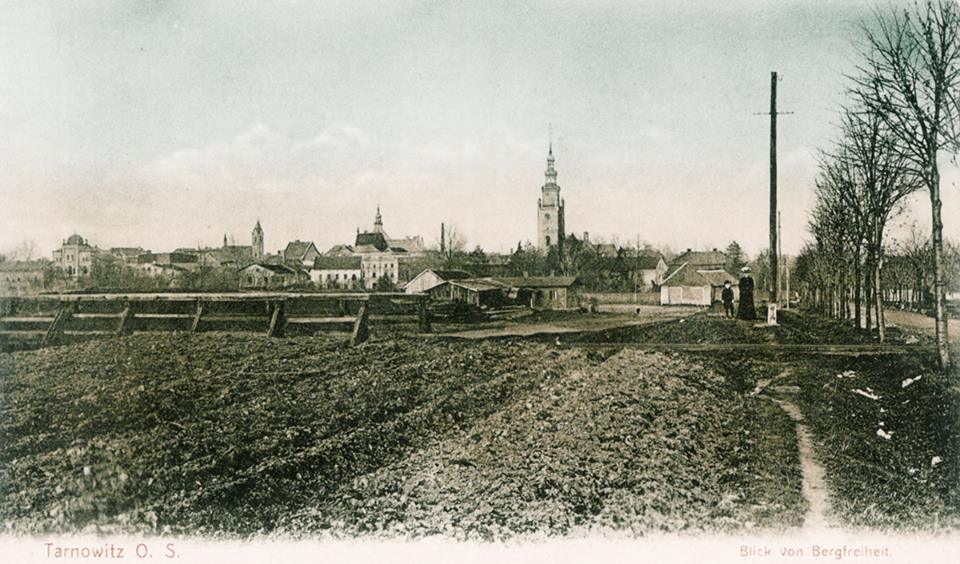
Tereny górnicze po północnej stronie ulicy Wyszyńskiego (widocznej za szpalerem drzew po prawej), ok. 1900 r.

Już od czasu założenia miasta w XVI wieku istnieć musiał trakt łączący Tarnowskie Góry z wsią Tarnowice, na ziemiach której gród został założony. Jedną z najwcześniejszych map, na których pojawia się droga, której częścią jest obecna ulica Wyszyńskiego, jest mapa księstwa opolskiego autorstwa Iohannesa Wolfganga Wielanda z 1736 roku.
Granice szesnastowiecznego miasta wyznaczały trzy służące głównie do celów fiskalnych bramy, z których jedna – Brama Gliwicka (zwana wcześniej Bramą Wrocławską) – znajdowała się u zbiegu obecnych ulic Gliwickiej i Wyszyńskiego. Funkcjonowała ona najdłużej, do 1832 roku, po czym została rozebrana, a na jej miejscu pozostawiono jedynie rogatkę do poboru myta.
Od roku 1801 począwszy wzdłuż drogi powstawać zaczęły domostwa dla górników pracujących w kopalni kruszców srebronośnych „Fryderyk”, która znajdowała się w pobliskich Bobrownikach. Kolonia Wolności (niem. Colonie Bergfreiheit) była kolonią fryderycjańską założoną na terenie dóbr Johanna Gottlieba von Büttnera, dziedzica Starych Tarnowic.
W 1806 roku rozpoczęła się budowa szosy z Tarnowskich Gór do Starych Tarnowic i dalej do Pyskowic. Trakt został wówczas utwardzony. Pod koniec wieku natomiast, tak jak wiele tarnogórskich ulic, szosa starotarnowicka została wybrukowana.
Tereny położone po obu stronach obecnej ulicy Wyszyńskiego były do początku XX wieku obszarem intensywnego wydobycia rudy żelaza. W pobliżu drogi znajdowały się liczne szyby wydobywcze, szosę przecinał zaś tor kolei wąskotorowej prowadzący do hałdy „Sawina”. W 1803 roku, podczas budowy podziemnego chodnika odwadniającego (tzw. przekopu Redena), w miejscu skrzyżowania Alt-Tarnowitzer-Chaussee z Parkstrasse (późniejszą ulicą Parkową, obecnie Wyspiańskiego) wybito głęboki na 47 metrów szyb o nazwie „Fortuna”. Woda z podziemi wydobywana była na powierzchnię dzięki znajdującemu się na tym szybie kołowrotowi ręcznemu. Współcześnie szyb jest zaślepiony, a w jego miejscu założono w latach 30. XX wieku niewielki skwer z klombem otoczonym niskim ceglanym murkiem. Podobny skwerek planowano założyć również w przeciwnym narożniku tego skrzyżowania, jednak ostatecznie z planów tych zrezygnowano, a grunt sprzedano właścicielom przylegających działek.
W 1903 roku po stronie południowej szosy starotarnowickiej na pokrytym tzw. warpiami terenie, na którym dawniej działała kopalnia żelaziaka brunatnego, założono z inicjatywy burmistrza miasta, Richarda Otte, oraz proboszcza parafii katolickiej, ks. Franza Kokotta, okazały park. Na zachód od niego w latach 1916 i 1918 powstały dwa nowe cmentarze. Cmentarz założony w 1918 to Cmentarz Wojenny, na którym spoczęli żołnierze polegli w czasie pierwszej (a później także drugiej) wojny światowej oraz polscy żołnierze zmarli w okresie II Rzeczypospolitej. Z kolei przy bramie wejściowej Nowego Cmentarza z 1916 roku (Cmentarz św. Józefa), wybudowano w 1919 roku okazałą halę cmentarną inspirowaną antycznymi świątyniami rzymskimi. W 1959 roku przekształcono ją w kościół noszący wezwanie św. Józefa Robotnika. Jego wejście poprzedza klasycystyczny portyk z trójkątnym tympanonem wspartym na czterech kanelowanych kolumnach, ściany świątyni są poprzedzielane pilastrami na zewnątrz, a lizenami wewnątrz, cały budynek zaś nakryty jest czterospadowym dachem.

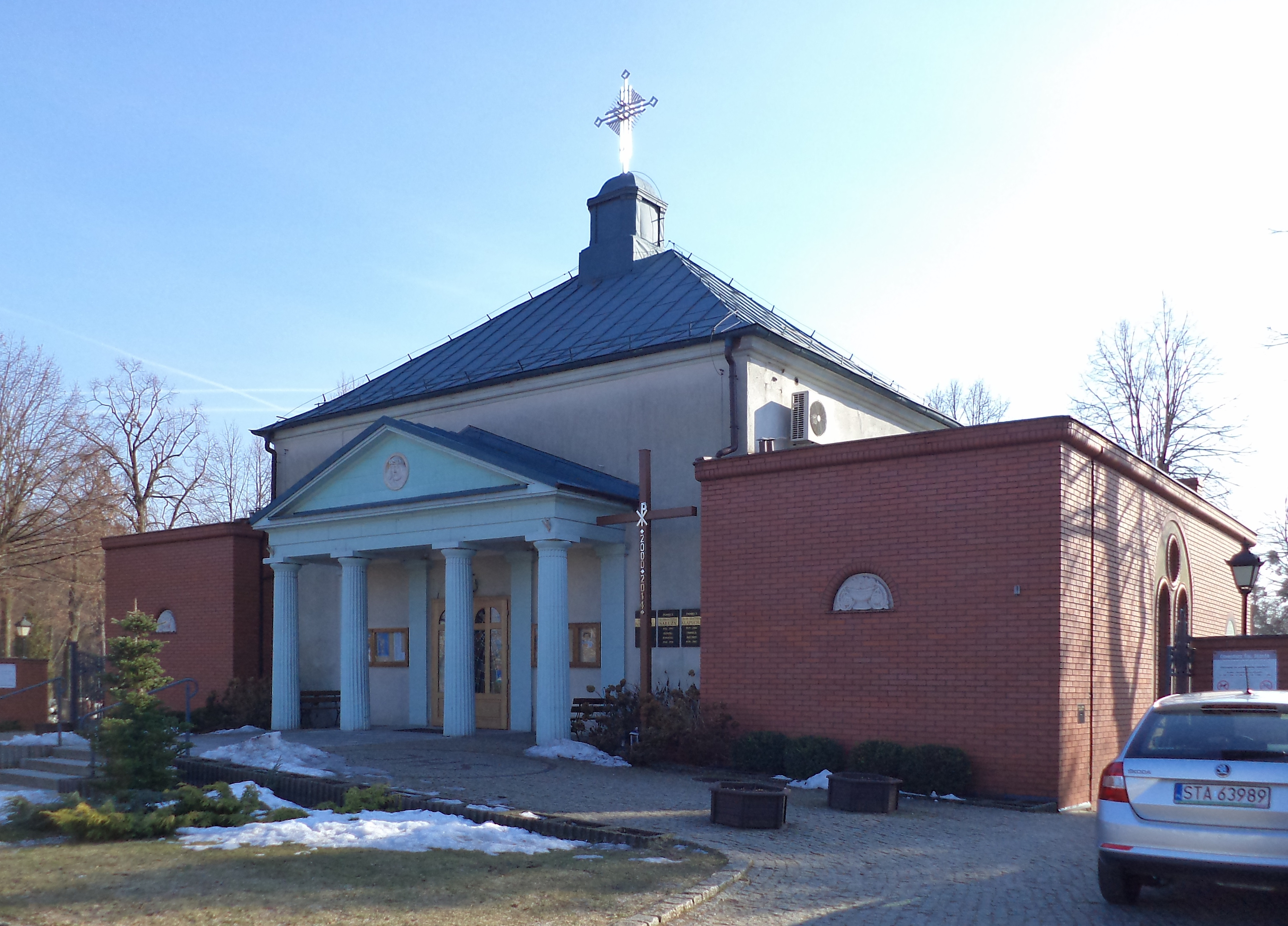
Kościół św. Józefa Robotnika z 1919 roku (zdj. 2019)

Północna strona szosy do Starych Tarnowic pozostawała niezagospodarowana dłużej – do początku lat 20. XX wieku pokrywały ją rozległe nieużytki powydobywcze oraz pola i łąki. Decyzją tarnogórskiego magistratu tereny te zostały przeznaczone pod budowę domów dla urzędników; pierwsze dwie bliźniacze jednopiętrowe wille ze spadzistymi dachami i drewnianymi altankami nad dwoma odrębnymi bocznymi gankami wejściowymi ukończono w 1924 roku pod numerami 17-19 i 21-23. Obok nich trzy lata później własną willę wzniósł budowniczy miejski, Piotr Heda. W grudniu 1934 roku przy ul. Starotarnowickiej 7, przy skrzyżowaniu z ul. Parkową, oddano z kolei do użytku piętrowy dom leśniczego Jerzego Reicha, wybudowany w stylu funkcjonalizmu według projektu architekta Józefa Pietruchy. Stojący do dziś budynek posiada m.in. obszerny hall ze schodami i półokrągłą werandę, nad którą znajduje się półokrągły taras z poręczami nawiązujący do tzw. stylu okrętowego. 
W 1948 roku przy ul. Wyszyńskiego 1 w miejscu dawnej willi Josefshof należącej do Antona Klausy – burmistrza miasta i dyrektora dóbr hrabiego Ballestrema – wzniesiono – zaprojektowany jeszcze w 1936 roku – dom mieszkalny dla urzędników Spółki Brackiej.

## Zabytki

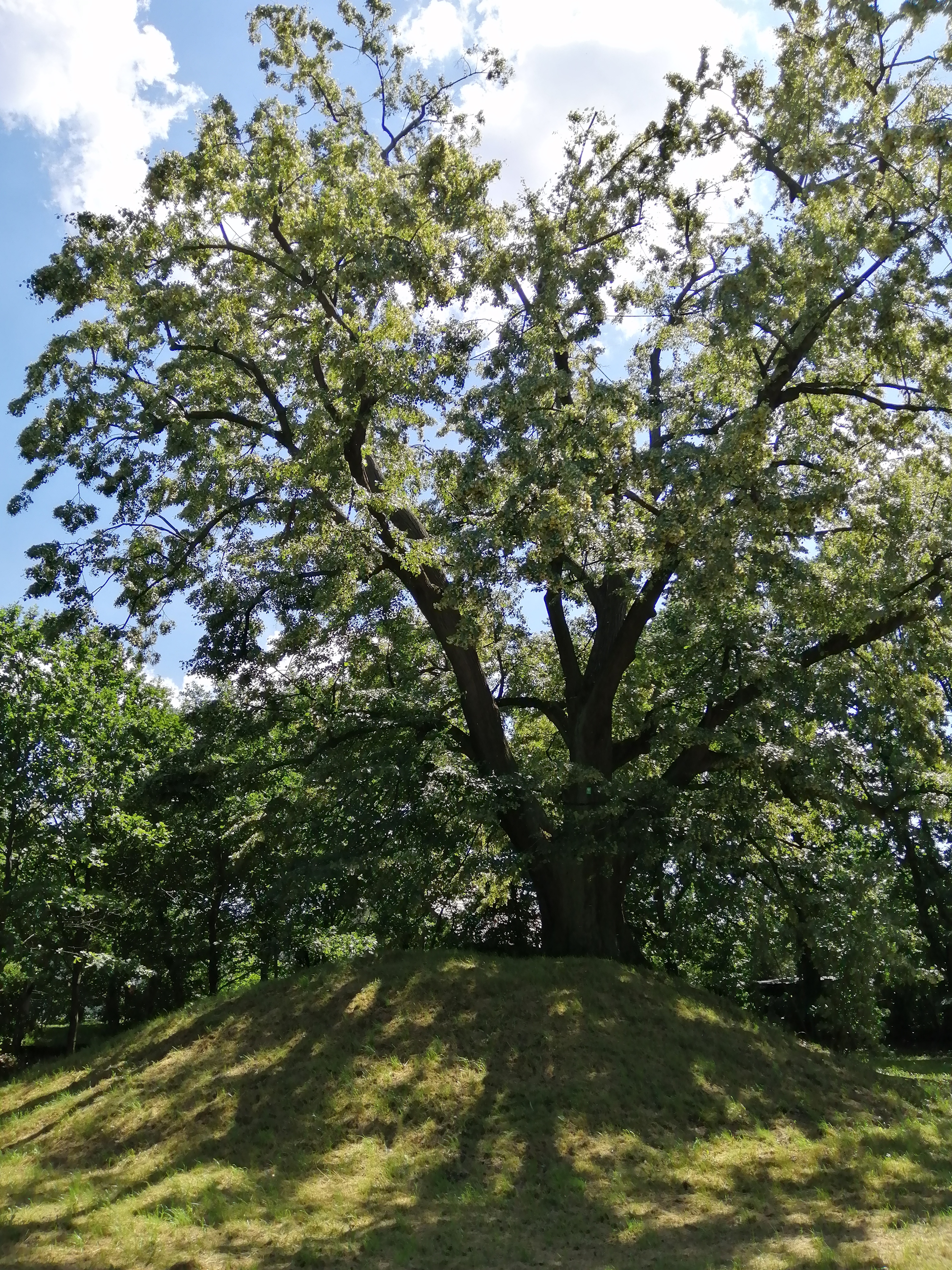
Gródek rycerski w pobliżu ul. Wyszyńskiego w Starych Tarnowicach

Najstarszym zabytkiem znajdującym się przy ulicy Wyszyńskiego jest późnośredniowieczny gródek stożkowaty w pobliżu kościoła w Starych Tarnowicach. Ma on postać kilkumetrowego kopca, na którego szczycie rośnie lipa drobnolistna (licząca wg badań dendrologicznych ok. 200 lat). Była to siedziba właścicieli dawnej wsi Tarnowice. Podczas prac archeologicznych przeprowadzonych w latach 80. XX wieku odkryto wokół kopca pozostałości fosy, a także pozostałości drewnianej konstrukcji, kamiennej podmurówki, polepy oraz fragmenty ceramiki z XIV wieku. Obiekt wpisany jest do rejestru zabytków archeologicznych (nr rej. C/1332/85 z 5 czerwca 1985), figuruje również w Gminnej Ewidencji Zabytków (GEZ). Stanowisko obejmujące gródek ujęte jest w Archeologicznym Zdjęciu Polski (AZP 94-46/1).

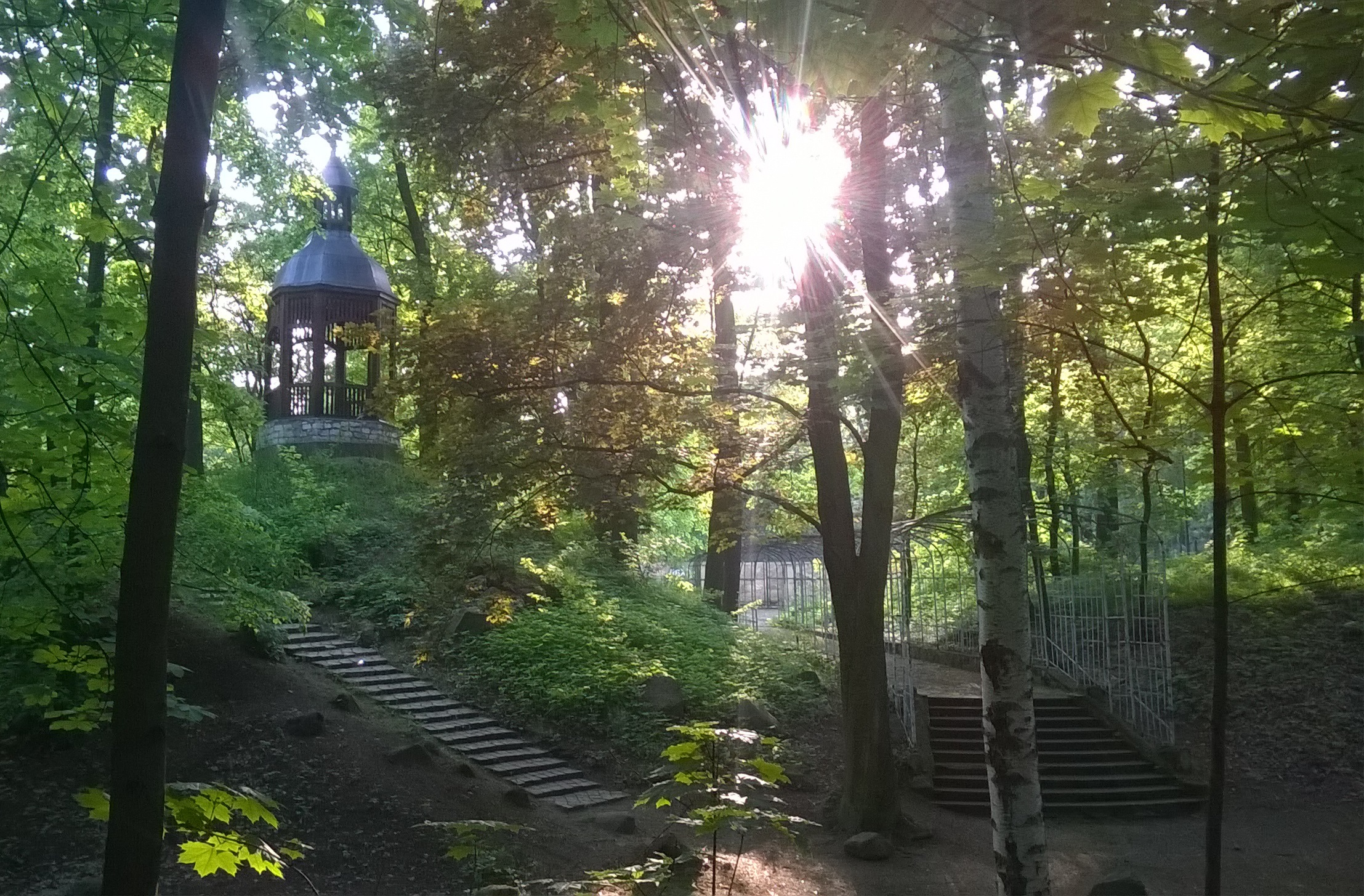
Park Miejski przy ul. Wyszyńskiego – glorieta z pergolą (2016)

Drugim cennym zabytkiem jest położony po południowej stronie ul. Wyszyńskiego 22-hektarowy Park Miejski. Został on założony w 1903 roku i jest jednym z najstarszych w Europie udanych przykładów rewitalizacji terenów poprzemysłowych i przekształcenia ich w tereny rekreacyjne. W 2016 roku został wpisany do rejestru zabytków (nr rej. A/483/2016 z dnia 23 sierpnia 2016), natomiast rok później, jako jeden z 28 obiektów wchodzących w skład Kopalni rud ołowiu, srebra i cynku wraz z systemem gospodarowania wodami podziemnymi w Tarnowskich Górach, został wpisany na listę światowego dziedzictwa UNESCO. Ochroną konserwatorską w ramach wpisu do rejestru zabytków objęte są również znajdujące się na terenie parku obiekty małej architektury: drewniana glorieta, drewniana altana w kształcie grzybka, metalowa pergola ze schodami, drewniany kiosk oraz dwa głazy narzutowe stojące u wejścia do parku od strony ul. Wyszyńskiego. W części zachodniej parku, między cmentarzem komunalnym a cmentarzem parafii św. Józefa, znajduje się wpisany do Gminnej Ewidencji Zabytków zespół cmentarza wojennego upamiętniającego żołnierzy poległych podczas I i II wojny światowej z dwoma pomnikami ku czci ofiar terroru hitlerowskiego.
Wpisana do GEZ została też modernistyczna zabudowa północnej pierzei ul. Wyszyńskiego. Obejmuje ona 11 budynków mieszkalnych (w tym 8 willi) wybudowanych lub zaprojektowanych w latach 1924–1939 pod numerami: 1, 3, 5, 7, 17-19, 21-23, 25, 27, 29, 41 i 47.

## Komunikacja

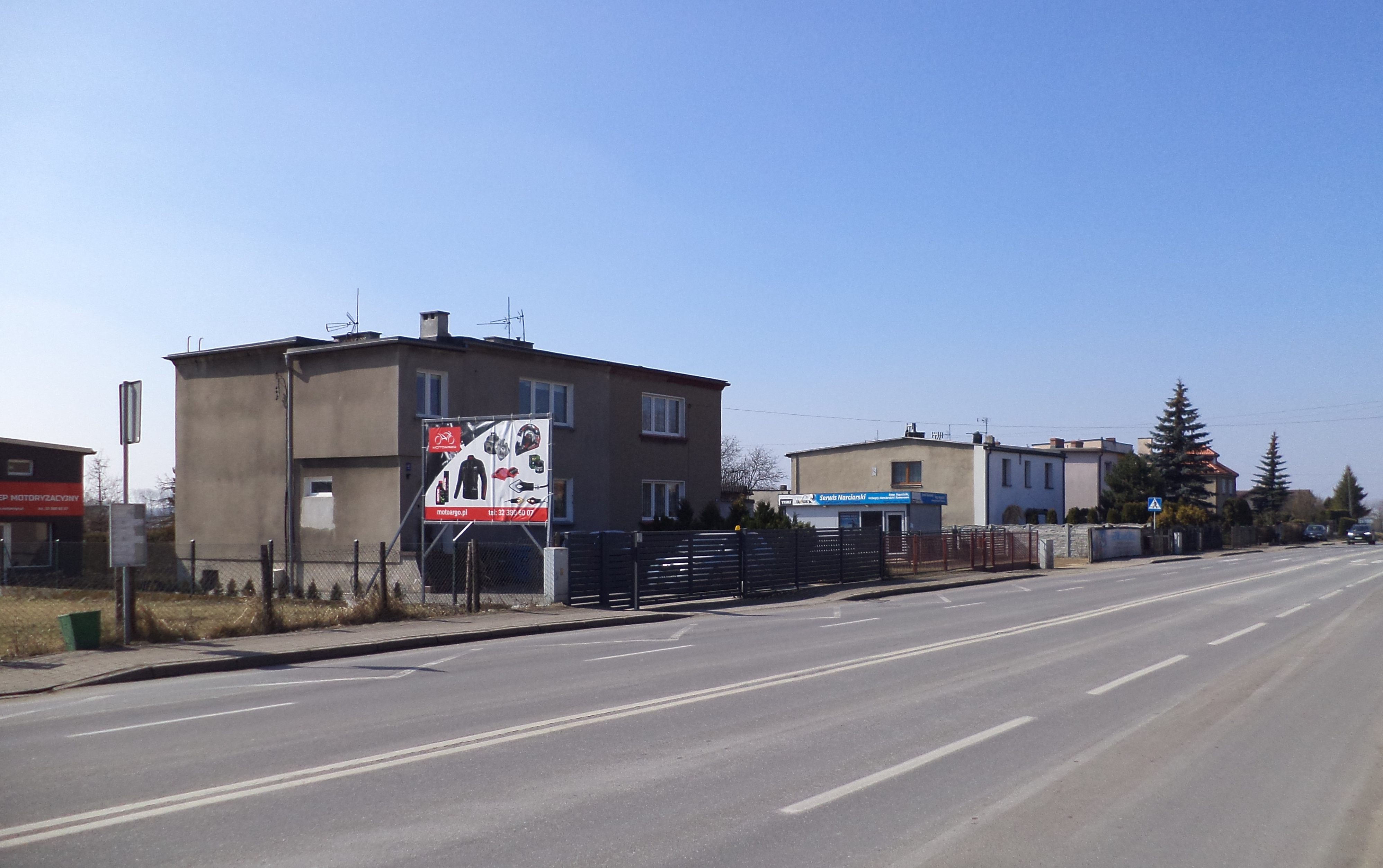
Ulica Kard. Wyszyńskiego na wysokości przystanku Stare Tarnowice Pomorska (słupek po lewej).
Widoczne również zabudowania dawnej Kolonii Bergfreiheit (2018)

Według stanu z sierpnia 2024 roku ulicą Wyszyńskiego kursują autobusy organizowane przez Zarząd Transportu Metropolitalnego , obsługujące następujące linie:
- M107 (Pyskowice Plac Wyszyńskiego – Tarnowskie Góry Dworzec),
- 3 (Osada Jana Pawilon – Stare Tarnowice GCR),
- 64 (Tarnowskie Góry Dworzec – Stare Tarnowice Pętla),
- 80 (Tarnowskie Góry Dworzec – Gliwice Centrum Przesiadkowe),
- 112 (Tarnowskie Góry Dworzec – Gliwice Centrum Przesiadkowe),
- 134 (Tarnowskie Góry Dworzec – Wieszowa Stacja Paliw),
- 135 (Bytom Dworzec – Stare Tarnowice GCR),
- 142 (Tarnowskie Góry Dworzec – Strzybnica Kościelna),
- 191 (Tarnowskie Góry Dworzec – Boniowice Szkoła),
- 614 i 615 (Miasteczko Śląskie Osiedle – Rybna Lotników),
- 671 (Pniowiec Pętla – Tarnowskie Góry Dworzec),
- 749 (Tarnowskie Góry Plac Zembali – Stare Tarnowice GCR),
- 780 (Szarlej Kaufland – Stare Tarnowice GCR).

Przy ulicy zlokalizowane są przystanki autobusowe Tarnowskie Góry Wyszyńskiego, Tarnowskie Góry Krótka i Stare Tarnowice Pomorska.

## Mieszkalnictwo
Według danych Urzędu Stanu Cywilnego na dzień 31 grudnia 2022 roku przy ulicy Wyszyńskiego zameldowanych na pobyt stały było 625 osób.